# 姫路市立上菅小学校
姫路市立上菅小学校（ひめじしりつ じょうかんしょうがっこう）は、兵庫県姫路市夢前町護持に所在する公立小学校。

## 沿革
- 1875年（明治8年）9月 - 夢前小学校上菅分校として創立。
- 1887年（明治20年）4月 - 菅野村立上菅簡易小学校と改称。
- 1892年（明治25年）9月 - 菅野村立上菅尋常小学校と改称。
- 1902年（明治35年）4月 - 菅野村立上菅尋常高等小学校と改称。
- 1941年（昭和16年）4月 - 菅野村立上菅国民学校と改称。
- 1947年（昭和22年）4月 - 菅野村立上菅小学校と改称。
- 1955年（昭和30年）7月 - 夢前町立上菅小学校と改称。
- 2006年（平成18年）3月 - 姫路市への編入合併に伴い姫路市立上菅小学校と改称[1]。

上菅校区は少子化の影響が著しく、姫路市教育委員会は本校を「早急に統合する必要がある」として早ければ2027年度にも姫路市立菅生小学校との統合を目指す方針を明らかにした。

## 通学区域
現行では、姫路市夢前町のうち塚本(菅生小学校校区を除く)、護持、芦田、古瀬畑。全域で姫路市立菅野中学校の通学区域となる。

## 通学区域が隣接している学校
- 姫路市立菅生小学校
- 姫路市立古知小学校
- 姫路市立莇野小学校
- 姫路市立安富南小学校
- 姫路市立伊勢小学校